# Parlamentswahl in Dominica 2019
Die Parlamentswahl in Dominica 2019 fand am 6. Dezember 2019 statt. Die Kandidaten der Dominica Labour Party (DLP) gewannen in 18 Wahlkreisen, die Kandidaten der United Workers Party (UWP) in den drei übrigen Wahlkreisen.
- DLP: 18
- UWP: 3

| Partei          | Stimmen | %       | Sitze |
| --------------- | ------- | ------- | ----- |
| DLP             | 23.643  | 59,01 % | 18    |
| UWP             | 16.424  | 40,99 % | 3     |
| Gültige Stimmen | 40.067  | 100 %   | 21    |
| Quelle:         |         |         |       |